# بيتر أدولف غاد
بيتر أدولف غاد (بالدنماركية: Peter Adolph Gad)‏ هو طبيب عيون دنماركي، ولد في 25 نوفمبر 1846، وتوفي في 26 فبراير 1907.